# ヴィクトル・ドゥルラン
ヴィクトル＝シャルル＝ポール・ドゥルラン（Victor-Charles-Paul Dourlen, 1780年11月3日 - 1864年1月8日）は、フランスの作曲家、音楽教師。

## 生涯
ドゥルランはダンケルクに生まれた。1799年に19歳でパリ音楽院に入学した彼は、ゴセックとボイエルデューに師事した。1800年に初等歌唱の講師となった彼は、1805年に恩師らの推挙によりローマ大賞へと出品してカンタータ『Cupidon pleurant Psyché』で作曲の1等賞を獲得した。これに伴って彼はイタリアへと留学し、帰国後は『Philoclès』や『Limnoe』などのオペラを数曲作曲した。彼は1816年に和声学と作曲の教授に就任し、1842年までこの職に留まった。彼の門下からはアンブロワーズ・トマ、ボイエルデューの息子、フランソワ・バザン、アンリ・エルツ、アントワーヌ・マルモンテル、フェリクス・ル・クーペ、アレクサンドル・ゴリア、ルイ・デジレ・ベゾッツィなどが輩出した。
ドゥルランはシャルル・シモン・カテルの方法論に基づく和声学の論文を記した音楽理論家として主に知られている。中でも『Tractat d'acompanyament pràctic』（1834年）、『Tractat d'harmonia』（1838年）並びに『Méthode élémentaire pour le piano-forte』（1820年）は、参考文献として広く引かれている。

## 作品
ドゥルランは9つのコミック・オペラ、1曲のピアノ協奏曲、1曲のピアノ三重奏曲、ピアノソナタ、ヴァイオリンソナタ、フルートソナタなどを遺している。
| - La Belle lune blanche - Debout petit berger - Le Soleil levant - La patrie - Philocles - Solfèges sans accompagnement à l’usage des orphéons et sociétés chorales | - Cagliostro （アントニーン・レイハと共作） - La Cupe de son Art - Les Oies du Frère Philippe - Appel au printemps - Bonsoir… - Limnée |